# Margit Papp
Margit Papp (* 30. April 1948 in Szamossályi, Komitat Szabolcs-Szatmár-Bereg) ist eine ehemalige ungarische Fünfkämpferin, Weitspringerin und Hürdenläuferin.
Im Fünfkampf kam sie bei den Europameisterschaften in Budapest mit 4240 Punkten auf den 18. Platz und gewann bei den Europäischen Juniorenspielen in Odessa mit 4319 Punkten Bronze. Bei den Europameisterschaften 1971 in Helsinki belegte sie mit 4833 Punkten den achten und bei den Olympischen Spielen 1972 in München mit 4024 Punkten den 23. Platz. Es folgten der zwölfte Platz bei den Europameisterschaften 1974 in Rom mit 4207 Punkten und der achte Platz mit 4535 Punkten bei den Olympischen Spielen 1976 in Montreal.
Ab 1977 wurde beim Fünfkampf der abschließende 200-Meter-Lauf durch den 800-Meter-Lauf ersetzt. Bei den Europameisterschaften 1978 in Prag gewann Nadija Tkatschenko im Fünfkampf mit 4744 Punkten vor Papp mit 4655 Punkten. Nachdem Tkatschenko nachträglich wegen Doping disqualifiziert wurde, war Papp Europameisterin. Im Weitsprung schied sie in der Qualifikation aus.
Bei den Olympischen Spielen 1980 in Moskau startete Papp im Weitsprung und im Fünfkampf. Mit 6,32 m schied sie im Weitsprung in der Qualifikation aus. Im Fünfkampf wurde sie mit 4562 Punkten Fünfte, wobei sie im Weitsprung mit 6,35 m weiter sprang als in der Weitsprungqualifikation.
Sechsmal wurde sie Ungarische Meisterin im Fünfkampf (1968, 1970, 1976–1978, 1980), zweimal im Weitsprung (1973, 1979) und einmal im 100-Meter-Hürdenlauf (1979).
Margit Papp ist 1,72 m groß und wog zu Wettkampfzeiten 72 kg.

## Persönliche Bestleistungen
- Weitsprung: 6,57 m, 26. Juli 1979, Budapest
- Fünfkampf: 4873 Punkte, 25. Juli 1971, Budapest